# 最後の貸し手
最後の貸し手（さいごのかして、英語: Lender of last resort）とは、他に貸し手が居なくなったときに最後に貸す貸し手。特に、破綻に瀕した金融機関に対して、発動される中央銀行の機能のことを指す。1873年恐慌のときにウォルター・バジョットが中央銀行の責務として主張したものであり、数年後からイングランド銀行の不文律と化した。日本銀行が発動するものは日銀特融とよばれる。
預金者の保護を目的に発動され、対象の金融機関に対し無担保で融資が行われる。預金者の保護を目的に行われるものであるが、反面モラル・ハザードを起こすことが懸念される。

## 事例
日本
日本銀行法第37条と第38条に規定されており、戦後では1965年以来何度か行われている。

イギリス
2007年9月、サブプライムローン問題を受けての債権市場の問題から資金繰りの悪化したノーザン・ロックに対して、イングランド銀行が特別融資を行った。その後、ノーザンロックは一時国有化されることになった。
アメリカ
2008年3月 サブプライムローン債券の評価額の暴落により大きな損失を出した、ベア・スターンズに対して、ニューヨーク連邦準備銀行が、JPモルガン・チェースを通して資金供給を行った。1965年に行われた山一證券への日銀特融に類似した事例である。